# Darvas Aladár
Darvas Aladár, született Grünhut Adolf (Veszprém, 1857. május 18. – New York, 1920 után) magyar író, újságíró.

## Élete
Grünhut Ignác és Scheiber Johanna (Hanni) fia. Középiskolai tanulmányait Veszprémben folytatta, majd Pesten végezte el a tanítóképzőt. Később okleveles tanítóként a főváros községi iskoláiban dolgozott. Két évet Zalay István képviselő házánál nevelősködött. 1884-ben Bécsbe került, ahol a Bécsi Közlönyt, s a Bécsi Magyar Kalauzt szerkesztette. Munkatársa volt az Egyetértésnek és a Nemzeti Ujságnak. Ez utóbbiban közölték vezércikkeit és tárcáit. Vidéki lapokban is jelentetett meg népies elbeszéléséket.
Első népszínműve A leányasszony címet kapta, melyet 1881-ben mutattak be a Budai Színkörben. Két évvel később került bemutatásra Miskolcon Galamb Julis című színműve. A törvénytelen gyermek címmel regényt is írt.

## Művei
- A leányasszony (színmű, 1881, zenéjét szerezte: Rosenthal Emil)
- Galamb Julis (színmű, 1883)
- Rózsabokor (népies elbeszélések. Budapest, 1883)